# Silk City
I Silk City sono un duo anglo-statunitense formatosi nel 2018 e composto dai DJ Mark Ronson e Diplo.

## Storia del gruppo
Il 2 gennaio 2018 Mark Ronson e Diplo hanno annunciato di aver creato un nuovo supergruppo chiamato Silk City, iniziando successivamente a pubblicare alcuni singoli in collaborazione con vari artisti. Il loro quarto singolo Electricity, in collaborazione con la cantante britannica Dua Lipa, ha ottenuto un grandissimo successo a livello internazionale e vinto un Grammy Award alla miglior registrazione dance nel 2019. Sempre nel 2019 hanno pubblicato un EP eponimo. Nel 2021, dopo 2 anni di inattività, il duo è tornato in scena con il singolo New Love, in collaborazione con la popstar britannica Ellie Goulding.

## Discografia

### EP
- 2019 – Silk City

### Singoli
- 2018 – Only Can Get Better (feat. Daniel Merriweather)
- 2018 – Feel About You (feat. Mapei)
- 2018 – Loud (con GoldLink e Desiigner)
- 2018 – Electricity (con Dua Lipa)
- 2021 – New Love (feat. Ellie Goulding)